# Матлахово
Матлахово (укр. Матлахове) — село,
Великобубновский сельский совет,
Роменский район,
Сумская область,
Украина.
Код КОАТУУ — 5924183205. Население по переписи 2001 года составляло 264 человека.

## Географическое положение
Село Матлахово находится на левом берегу реки Олава, недалеко от её истоков,
ниже по течению на расстоянии в 2 км расположено село Чижиково,
на противоположном берегу — пгт Талалаевка Черниговской области.
Село состоит из 3-х частей, разнесённых на расстояние до 1,5 км.
Рядом проходят автомобильная дорога Т-2515 и
железная дорога, станция Талалаевка в 4-х км.

## Объекты социальной сферы
- Дом культуры.